# Акумуляторна установка зберігання енергії

Проект зберігання енергії Техачапі, Техачапі, Каліфорнія

Акумуляторна установка зберігнання енергії (УЗЕ) або акумуляторна система накопичення енергії (АСНЕ) (англ. Battery energy storage system, BESS) — це енергетичний комплекс призначений для накопичення енергії, яка використовує групу батарей для зберігання електроенергії. Акумуляторна батарея є найшвидшим диспетчеризованим джерелом живлення в електричних мережах, і використовується для регулювання цих мереж, оскільки акумуляторна батарея може переходити з режиму очікування на повну потужність менш ніж за секунду у непередбачених випадках.

## Будова та підключення до мережі
УЗЕ часто встановлюються на інших діючих або невикористовуваних електростанціях або поблизу них і можуть використовувати одне й те саме підключення до мережі для зменшення витрат. Оскільки УЗЕ не потребують доставки палива, вони компактні порівняно з генеруючими станціями та не мають димових труб чи великих систем охолодження, їх можна швидко встановити та розмістити, якщо це необхідно, у міських районах поблизу навантаження споживачів.

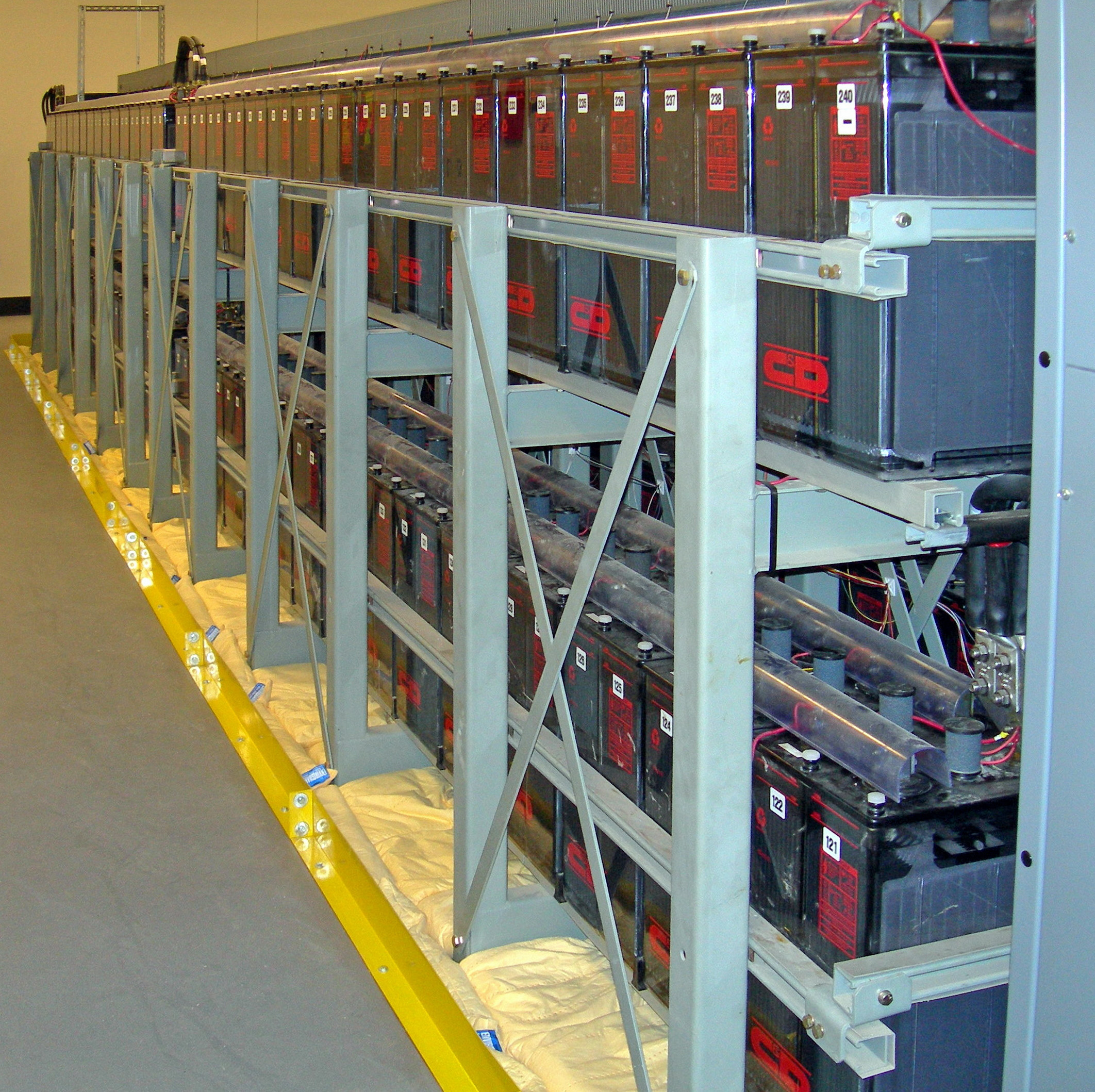
Акумуляторні батареї, які використовуються в центрі обробки даних

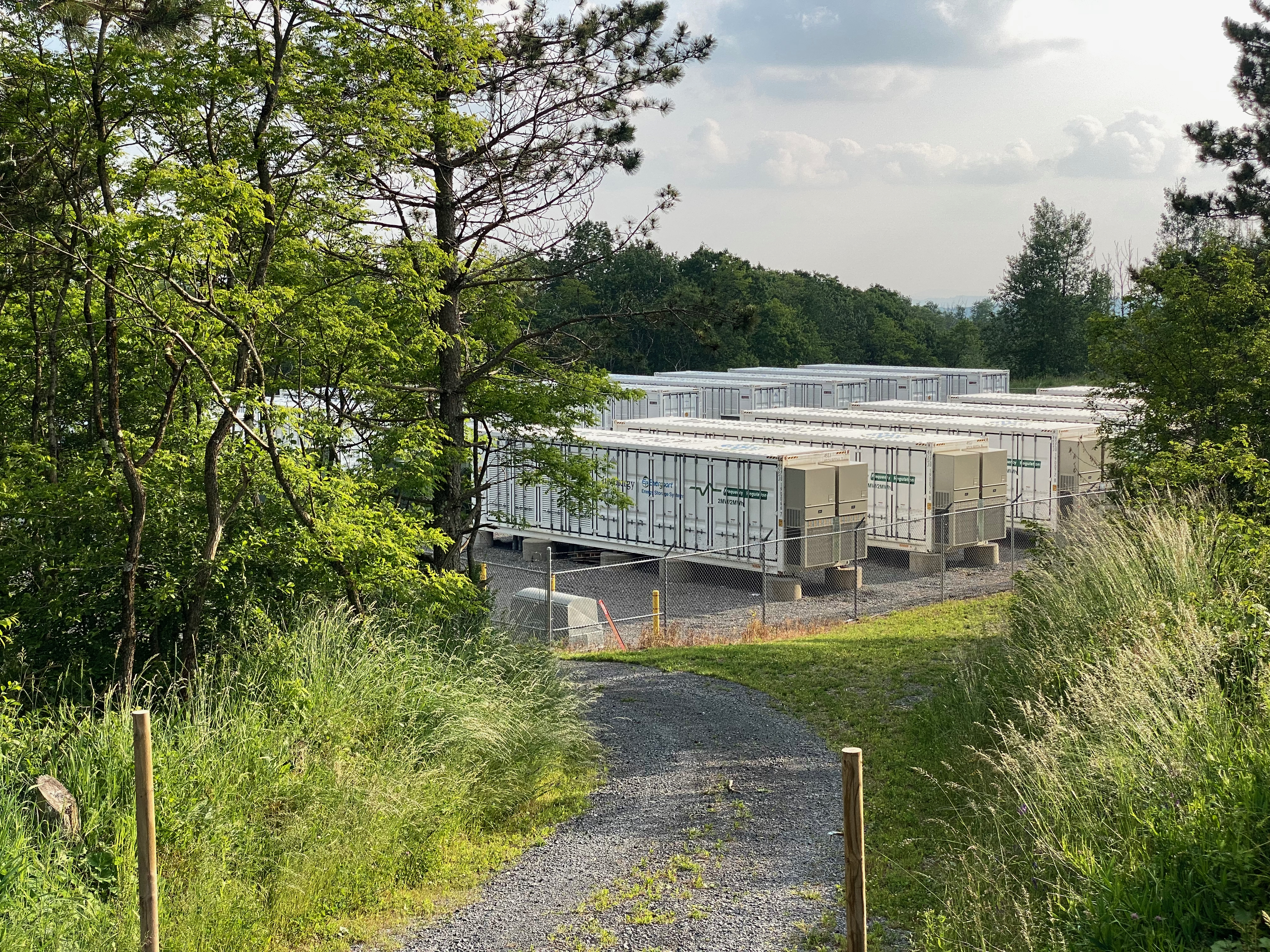
Літій-залізо-фосфатні акумуляторні модулі, упаковані в транспортні контейнери, встановлені в Beech Ridge Energy Storage System у Західній Вірджинії

УЗЕ за технологією та функціями можна порівняти з джерелами безперебійного живлення (ДБЖ).
З міркувань безпеки батареї розміщуються у власних конструкціях, таких як склади чи контейнери. Як і у випадку з ДБЖ.
Електрохімічна енергія видається акумуляторами у вигляді постійного струму, тоді як електричні мережі зазвичай працюють на змінному. З цієї причини необхідні додаткові інвертори для підключення акумуляторних електростанцій до мережі високої напруги. Цей тип силової електроніки включає тиристори або транзистори, аналогічні як для високовольтній передачі постійного струму.
Залежно від співвідношення потужності та енергії, очікуваного терміну служби та вартості можна використовувати різні системи акумуляторів. У 1980-х роках свинцево-кислотні батареї використовувалися для перших накопичувачів. У наступні кілька десятиліть почали все частіше використовувати нікель-кадмієві та натрієво-сірчані батареї. Починаючи з 2010 року, все більше і більше акумуляторних установок покладаються на літій-іонні батареї в результаті швидкого зниження вартості цієї технології. В основному використовуються літій-іонні акумулятори. З'явилися проточні батареї, але свинцево-кислотні батареї все ще використовуються в невеликих бюджетних системах.

## Безпека
Більшість систем складається з надійно герметичних батарейних блоків, які керуються електронікою і замінюються, коли їх продуктивність падає нижче заданого порогу. Батареї страждають від старіння або погіршення, спричиненого циклами заряду-розряду. Це погіршення, як правило, більше при високій швидкості заряджання. Це старіння спричиняє втрату продуктивності (зменшення ємності або напруги), перегрів і може призвести до критичної несправності (витік електроліту, пожежа, вибух). Іноді акумуляторні електростанції побудовані з накопичувальними системами на маховиках, щоб зберегти енергію батареї. Маховики можуть справлятися зі швидкими коливаннями краще, ніж старі акумуляторні установки.
Гарантії СНЕ, як правило, включають обмеження терміну служби на пропускну здатність енергії, виражену як кількість циклів заряду-розряду.

### Свинцево-кислотні акумулятори
Свинцево-кислотні батареї — це батареї першого покоління, які зазвичай використовуються в старих системах УЗЕ. Деякі приклади: батарея з піковою потужністю 1,6 МВт і безперервною потужністю 1,0 МВт була введена в експлуатацію в 1997 році. У порівнянні з сучасними акумуляторними батареями, свинцево-кислотні батареї мають відносно низьку щільність енергії. Незважаючи на це, вони здатні видавати високі імпульсні струми. Однак негерметичні свинцево-кислотні батареї виробляють водень і кисень із водного електроліту при надмірному заряджанні. Воду потрібно регулярно доливати, щоб уникнути пошкодження акумулятора. Потрібно випустити легкозаймисті гази, щоб уникнути ризику вибуху. Однак таке технічне обслуговування має певну вартість, у той час як останні батареї, такі як літій-іонні батареї, не мають такої проблеми.

### Літієві акумулятори
Літій-іонні батареї розроблені для тривалого функціонування без обслуговування. Зазвичай вони мають високу щільність енергії та низький саморозряд. Завдяки цим властивостям більшість сучасних УЗЕ є літій-іонними акумуляторами.
Недоліком деяких типів літій-іонних акумуляторів є пожежобезпечність, переважно тих, що містять кобальт. Кількість інцидентів на УЗЕ становить близько 10-20 на рік (переважно протягом перших 2-3 років), незважаючи на значне збільшення кількості та розміру УЗЕ. Таким чином відсоток відмов зменшився. Збої відбувалися переважно в елементах керування та балансі системи, тоді як 11 % відбулися в комірках.
Приклади пожеж СНЕ включають 23 пожежі на акумуляторній фермі в Південній Кореї в 2017—2019 роках, Tesla Megapack у Джилонзі, пожежу та наступний вибух на акумуляторній фермі в Арізоні та пожежу через коротке замикання охолоджувальної рідини на фермі батарей LG Moss Landing.
Це призвело до більшої кількості досліджень в останні роки щодо заходів пом'якшення ризиків пожежної безпеки.
До 2024 року літій-залізо-фосфатна батарея стала ще одним важливим типом для великих сховищ завдяки високій доступності її компонентів і високій безпеці порівняно з літій-іонними хімікатами на основі нікелю. Як доказ можливості тривалого безпечного використання, систему зберігання енергії на основі літій-залізо-фосфатних батарей було обрано для встановлення в Paiyun Lodge на горі Джейд (Юйшань) (найвищий альпійський будиночок на Тайвані). Поки що система все ще безпечно працює з 2016 року.

### Акумулятори на основі натрію
Натрій-іонні батареї також запропоновані для використання СНЕ. Порівняно з літій-іонними батареями натрій-іонні батареї мають дещо нижчу вартість, кращі характеристики безпеки та аналогічні характеристики постачання електроенергії. Однак вони мають нижчу щільність енергії порівняно з літій-іонними акумуляторами. Їх принцип роботи та конструкція елемента подібні до типів літій-іонних акумуляторів, але у них інтеркалюючий іон літію замінено на натрій. Деякі натрієві батареї також можуть безпечно працювати за високих температур (натрієво-сірчана батарея). На даний момент батареї на основі натрію ще не повністю комерціалізовані. Найбільша електростанція УЗЕ, що використовує натрій-іонну технологію, що будується в провінції Хубей, має потужність 50 МВт/100 МВт·год і, як очікується, буде завершена протягом 2024 року.

## Призначення та експлуатаційні характеристики
УЗЕ, як правило, сконструйовані таким чином, щоб мати можливість працювати на повній номінальній потужності від пів години до кількох годин. Акумуляторна батарея може використовуватися для короткочасного пікового навантаження та допоміжних послуг, таких як забезпечення робочого резерву та регулювання частоти, щоб мінімізувати ймовірність відключень електроенергії.

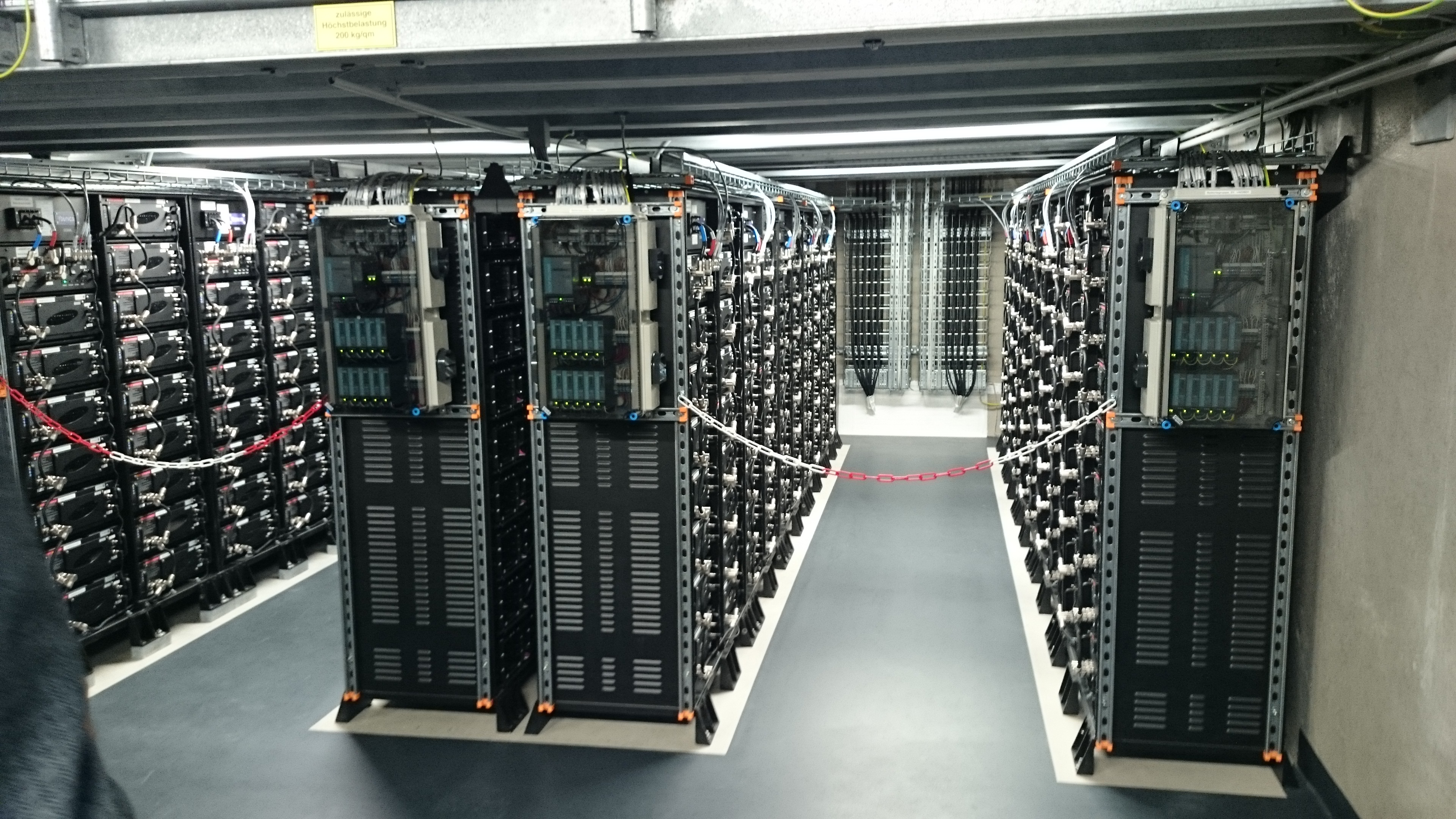
Акумуляторна електростанція в Шверіні (внутрішній вигляд 2014, модульні ряди акумуляторів)

Через відсутність механічних частин акумуляторні електростанції можуть допомогти пом'якшити швидкі коливання, коли електричні мережі працюють на максимальній потужності. Однак деякі батареї мають недостатні системи контролю, виходячи з ладу під час помірних збоїв, яких вони повинні були витримати. Акумулятори також зазвичай використовуються для зрізання піків навантаження протягом періодів до кількох годин.
Системи зберігання акумуляторів можуть бути активними на спотових ринках, надаючи такі системні послуги, як стабілізація частоти. Арбітраж — привабливий спосіб отримати вигоду від робочих характеристик акумуляторних накопичувачів.
Акумуляторні станції також можна використовувати в поєднанні з непостійним відновлюваним джерелом енергії в автономних енергосистемах.

## Поширення
Станом на 2021 рік потужність і потужність найбільших індивідуальних акумуляторних електростанцій на порядок менші, ніж у найбільших гідроакумулювальних електростанцій, найпоширенішої форми зберігання енергії в мережі. Наприклад, гідроакумулювальна станція округу Бат, друга за величиною у світі, може накопичувати 24 ГВт-год електроенергії та відправляти 3 ГВт, тоді як перша черга акумуляції енергії Vistra Energy Moss Landing може накопичувати 1,2 ГВт-год і розподіляти 300 МВт. Проте мережеві батареї не обов'язково мають бути великими, може бути широко розгорнута велика кількість менших батарей в мережі для більшої надлишковості та великої загальної ємності.
Станом на 2019 рік енергія з акумуляторів зазвичай дешевша, ніж газова турбіна відкритого циклу для використання до двох годин, і було близько 365 ГВт-год акумуляторних накопичувачів, розгорнутих у всьому світі, швидко зростають. Нормована вартість зберігання стрімко впала, зменшившись вдвічі за два роки, щоб досягти 150 доларів США за МВт-год у 2020 році і ще більше знизитися до 117 доларів США до 2023 року.

Зростання встановленої ємності акумуляторів в США між 2015 і 2023 роками

Незважаючи на те, що ринок підключених до мережі акумуляторів невеликий порівняно з іншою основною формою накопичення енергії в мережі — ГАЕС, він розвивається дуже швидко. Наприклад, у США ринок накопичувальних електростанцій у 2015 році зріс на 243 % порівняно з 2014 роком. У 2021 році ціна встановлення батареї 60 МВт/240 МВт-год (4 години) у Сполучених Штатах становила 379 доларів США за корисну кВт-год або 292 долари США за кВт-год, що на 13 % менше, ніж у 2020 році.
Станом на травень 2021 року у Сполученому Королівстві працювало 1,3 ГВт акумуляторних накопичувачів та16 ГВт проектів, які потенційно можна розгорнути протягом наступних кількох років, знаходились на стадії розробки. У 2022 році потужність Великобританії зросла на 800 МВт-год і склала 2,4 ГВт/2,6 ГВт-год. У Європі додалися 1,9 ГВт, планується ще кілька проектів.
У 2020 році Китай додав 1557 МВт до своїх акумуляторних накопичувачів, тоді як сховища для фотоелектричних проектів становлять 27 % потужності від 3269 МВт загальної потужності електрохімічних накопичувачів.
На ринку спостерігається великий рух, наприклад, деякі розробники будують системи зберігання зі старих акумуляторів електромобілів, де витрати, ймовірно, можуть бути зменшені вдвічі порівняно зі звичайними системами з нових акумуляторів.